# Helen Doan
Helen McKinnon Doan, geborene Donaldson, (* 18. September 1911 in Temiskaming Shores, Ontario; † 18. April 2024 in Toronto) war eine kanadische Supercentenarian.

## Leben
Helen Doan verbrachte ihre Kindheit in Temiskaming Shores. Sie zog im Jahr 1923 mit ihren Eltern nach Toronto, wo sie bis zu ihrem Tod wohnte. Nach ihrem Schulabschluss absolvierte sie eine Ausbildung zur Buchhalterin. In diesem Beruf war sie bis zu ihrer Pensionierung im Jahr 1976 tätig.
Im Jahr 1935 heiratete sie Harold Doan, mit dem sie eine Tochter und einen Sohn bekam. Sie hatte fünf Enkelkinder, sechs Urenkelkinder und zwei Ururenkelkinder. Bis ins hohe Alter spielte sie Softball. Laut eigener Aussage lernte sie durch eine ihrer Enkelinnen im Alter von 98 Jahren mit einem iPad umzugehen. Im September 2021 wurde Doan mit ihrem 110. Geburtstag zur Supercentenarian. Nach dem Tod von Mabel Mah im Alter von 113 Jahren am 30. Januar 2024 war Doan die älteste in Kanada lebende Person. Helen Doan starb am 18. April 2024 im Alter von 112 Jahren und 213 Tagen (insgesamt 41.121 Tage).